# Summer in the City (chanson)
Pour les articles homonymes, voir Summer in the City.
Singles de The Lovin' Spoonful
Did You Ever Have to Make Up Your Mind
(avril 1966) Rain on the Roof
(octobre 1966)
Summer in the City est une chanson du groupe de musique pop américain The Lovin' Spoonful sortie en single en juillet 1966, puis en novembre de la même année sur l'album Hums of the Lovin' Spoonful. Elle a été écrite par Mark Sebastian, le frère du chanteur John Sebastian, et le bassiste Steve Boone.
Elle se classe en tête du Billboard Hot 100 pendant trois semaines en août 1966.

## Personnel
- John Sebastian – chant, guitare acoustique, autoharpe, claviers
- Zal Yanovsky – guitare solo, percussions, chœurs
- Steve Boone – basse
- Joe Butler – batterie

## Classements

### Classements hebdomadaires
| Classement (1966)                      | Meilleure place |
| -------------------------------------- | --------------- |
| États-Unis (Billboard Hot 100)         | 1               |
| Allemagne (Media Control AG)           | 5               |
| Pays-Bas (Single Top 100)              | 2               |
| Belgique (Flandre Ultratop 50 Singles) | 13              |
| Norvège (VG-lista)                     | 3               |
| France (IFOP)                          | 24              |
| Royaume-Uni (UK Singles Chart)         | 8               |

### Classements annuels
| Classement (1966)     | Meilleure place |
| --------------------- | --------------- |
| États-Unis (Cash Box) | 39              |

## Reprises
- The Standells sur l'album The Hot Ones (1967)[9]
- B. B. King sur l'album Guess Who (1972)
- Quincy Jones sur l'album You've Got It Bad, Girl (1973)
- Comateens (1980)
- Tim Curry sur l'album Simplicity (1981)
- Le groupe Eat (en) sur l'album Sell me a god (1989)
- Joe Cocker sur l'album Have a Little Faith (1994)
- Isaac Hayes sur l'album Branded (1995)
- The Stranglers sur l'album Written in Red (1997)
- Joe Jackson sur l'album Summer in the City: Live in New York (2000)
- Styx sur l'album Big Bang Theory (2005)
- Eels sur l'édition limitée de l'album Wonderful, Glorious (2013)
- Le groupe Inner circle (1980)

## Cinéma
La chanson a été remise au premier plan en 1995 par son utilisation dans le plus gros succès mondial au box-office de l'année : Une journée en enfer, film d'action américain réalisé par John McTiernan.